# Caden Cunningham
Caden Luis Cunningham (* 7. Mai 2003 in Huddersfield) ist ein britischer Taekwondoin. Er startet in der Gewichtsklasse über 87 Kilogramm.

## Erfolge
Caden Cunningham erreichte seinen ersten internationalen Medaillengewinn bei den Erwachsenen im Jahr 2023, als er sich sogleich die Goldmedaille bei den Europaspielen in Krakau sicherte. Nach drei Siegen traf er im Finale der Gewichtsklasse über 87 Kilogramm auf den Nordmazedonier Dejan Georgievski, gegen den er sich mit 2:0 durchsetzte. Im Jahr darauf wurde Cunningham in Belgrad in dieser Gewichtsklasse auch Europameister. Im Finalkampf besiegte er dabei den Spanier Iván García.
Bei den Olympischen Spielen 2024 in Paris erreichte er in seiner Konkurrenz über 80 Kilogramm nach einem 2:0-Auftakterfolg gegen Abdoulrazak Issoufou Alfaga aus dem Niger das Viertelfinale, in dem er Rafael Alba mit 2:1 besiegte. Auch das anschließende Halbfinale gegen den Ivorer Cheick Sallah Cissé gewann Cunningham mit 2:1. Im Finale gegen Arian Salimi aus dem Iran hatte er jedoch letztlich mit 1:2 das Nachsehen und erhielt die Silbermedaille.